# Дзампиги, Эудженио
Эудженио Дзампиги (Евгенио Дзампиги; итал. Eugenio Zampighi; 17 октября 1859, Модена — 1944[…], Маранелло, Эмилия-Романья) — итальянский художник-жанрист, исторический живописец и фотограф. 

## Биография
Родился в 1859 году в Модене. Учился в Академии художеств родного города и находился под сильным влиянием творчества художника помпейской школы Джованни Муцциоли. В 1880 году получил премию Полетти в номинации «живопись» за картину «Раненый в Амфитеатре Флавиев гладиатор-ретиарий», что дало ему возможность продолжить обучение сначала в Риме, а затем во Флоренции, где он в 1884 году навсегда поселился.
В 1880-е годы Дзампиги отошёл от исторической живописи на античные сюжеты и переключился на создание жанровых сцен, принесших ему большую популярность. Работы Дзампиги лишены социальной критики, зато наполнены неподдельной радостью, душевностью и теплом. 
Дзампиги также работал как фотограф: он владел собственным фотоателье и создавал постановочные пасторальные фотографии крестьян в народных костюмах, которые затем продавал туристам. 
Скончался Дзампиги в 1944 году в Модене.

## Галерея

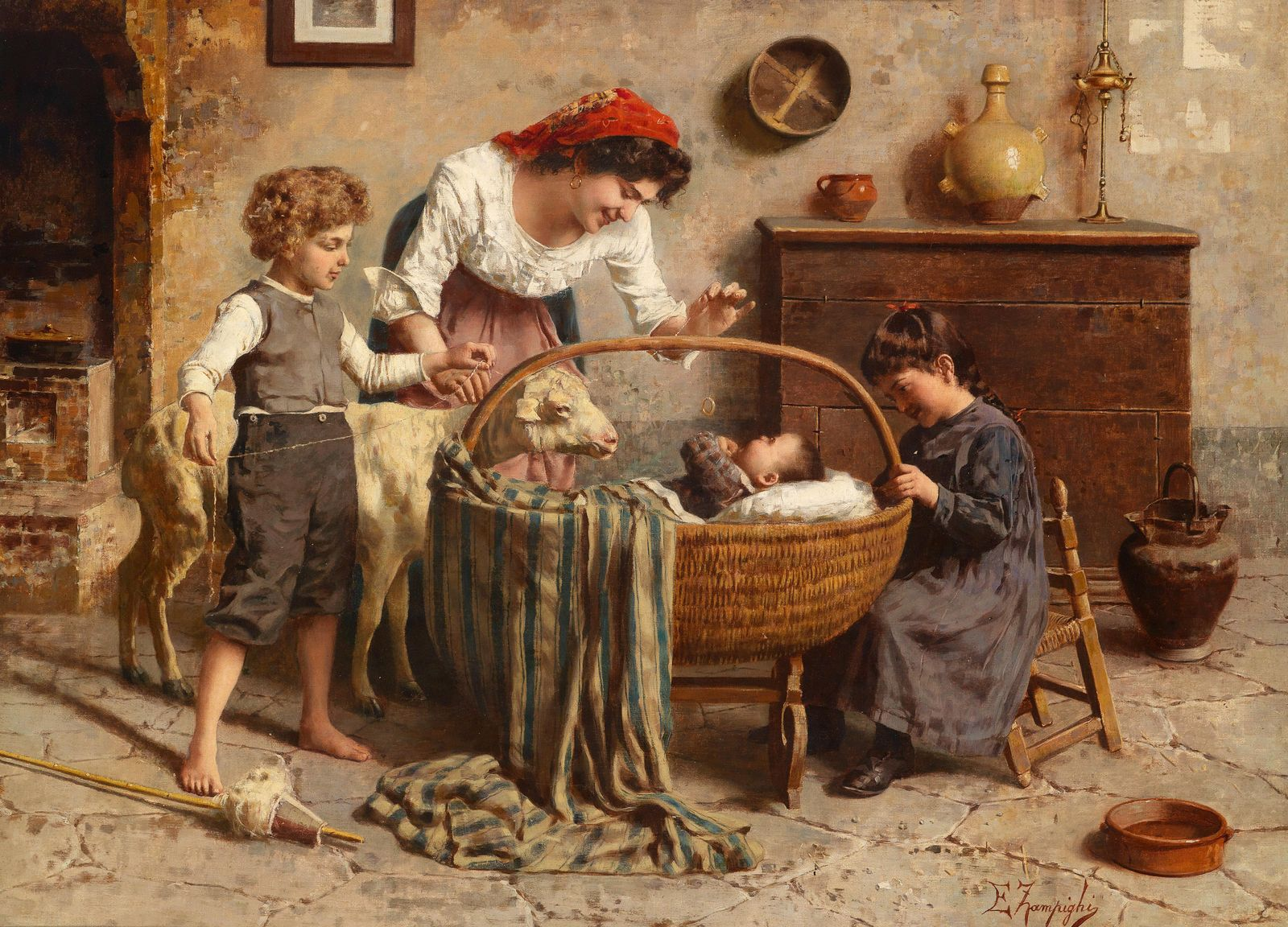
Семейная сцена с новорожденным ребёнком
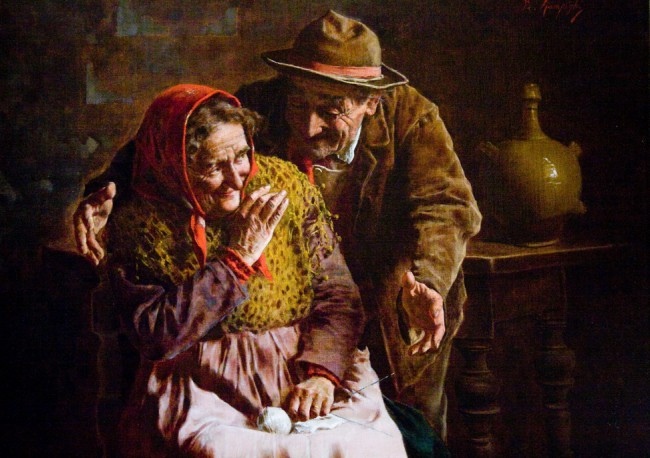
Пожилая пара
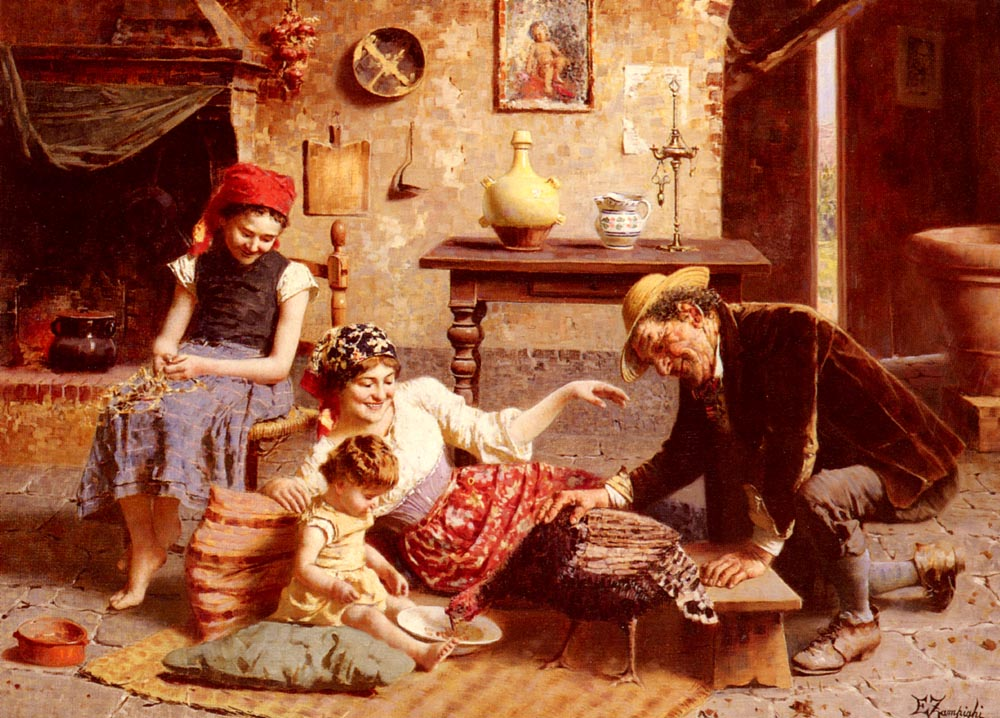
Семейная сцена
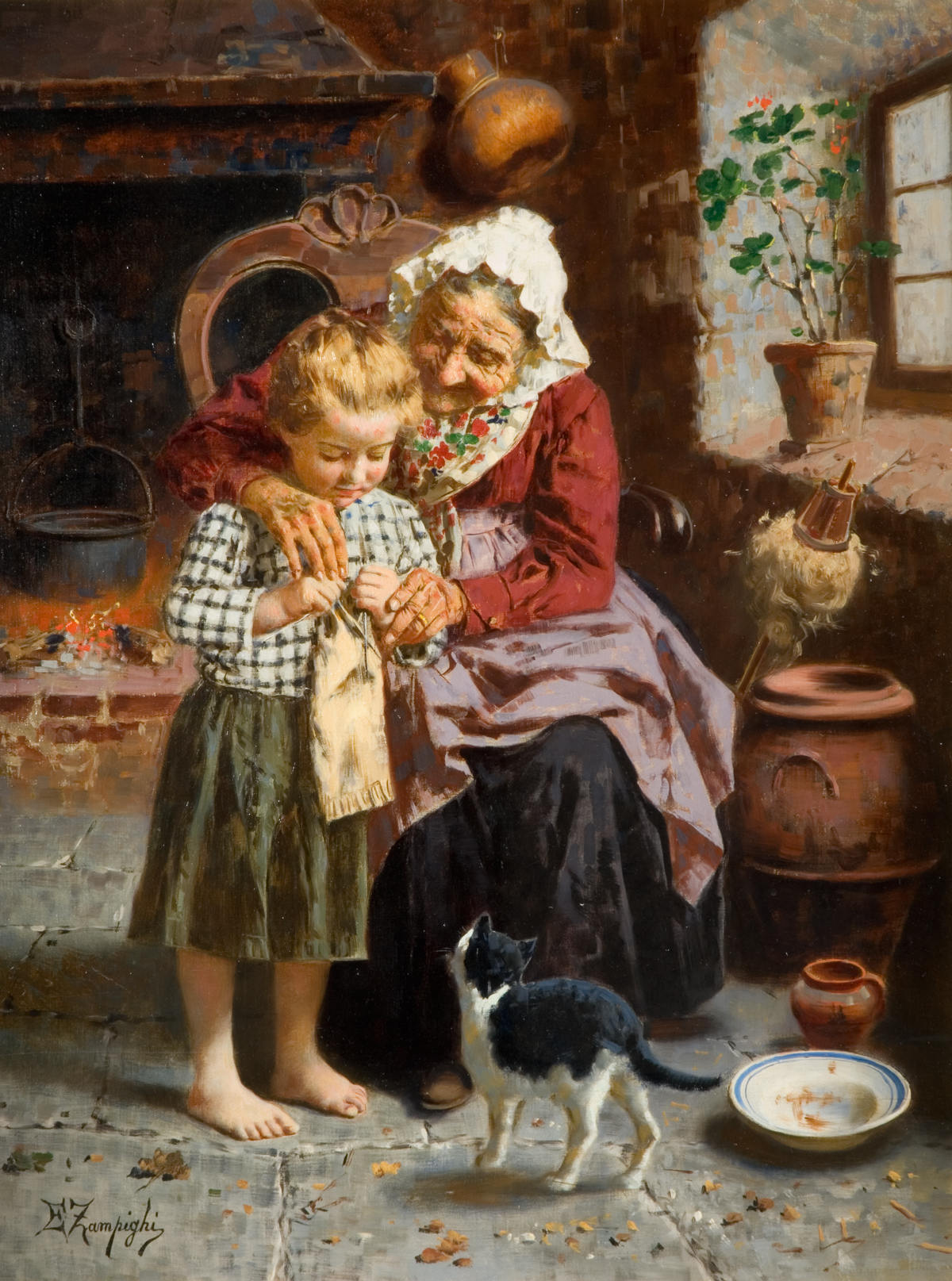
Урок вязания
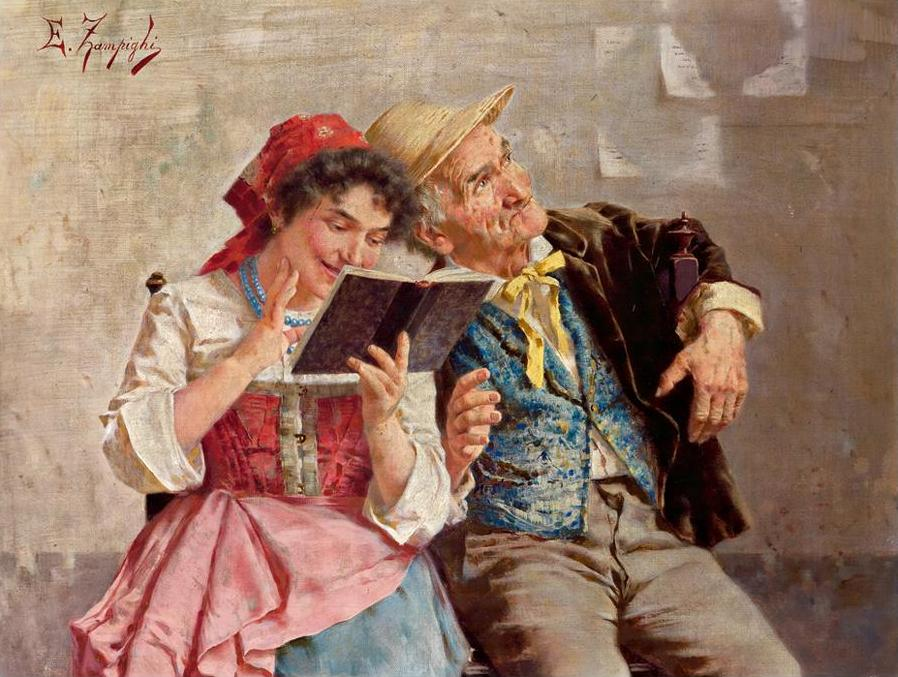
Дочь читает отцу
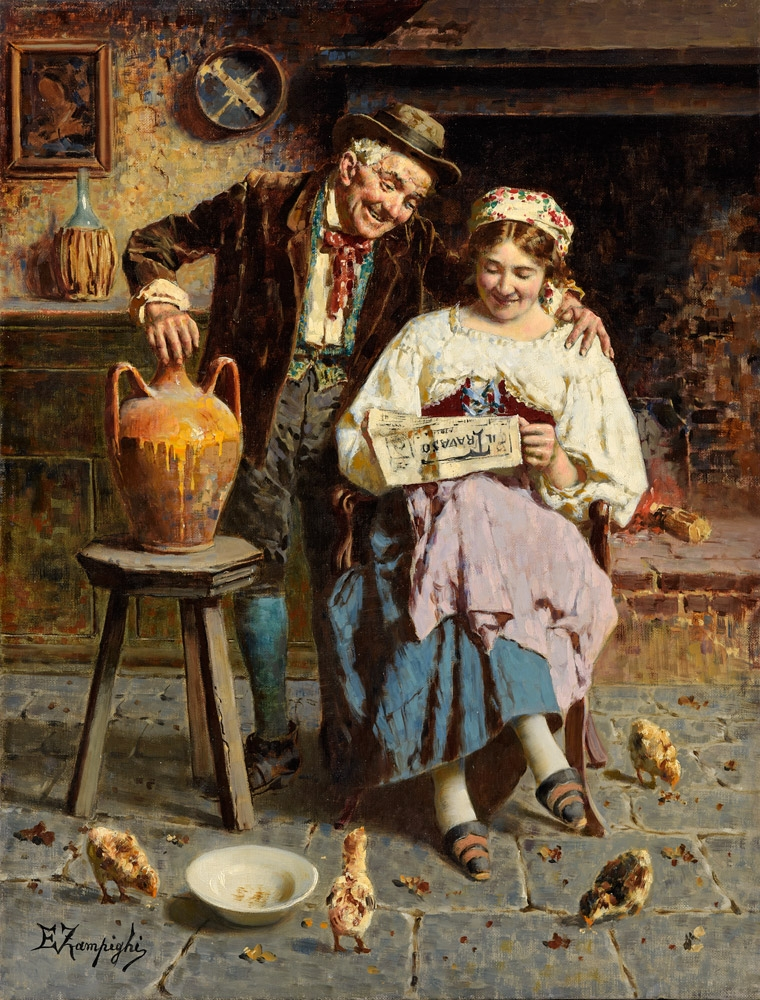
Чтение газеты
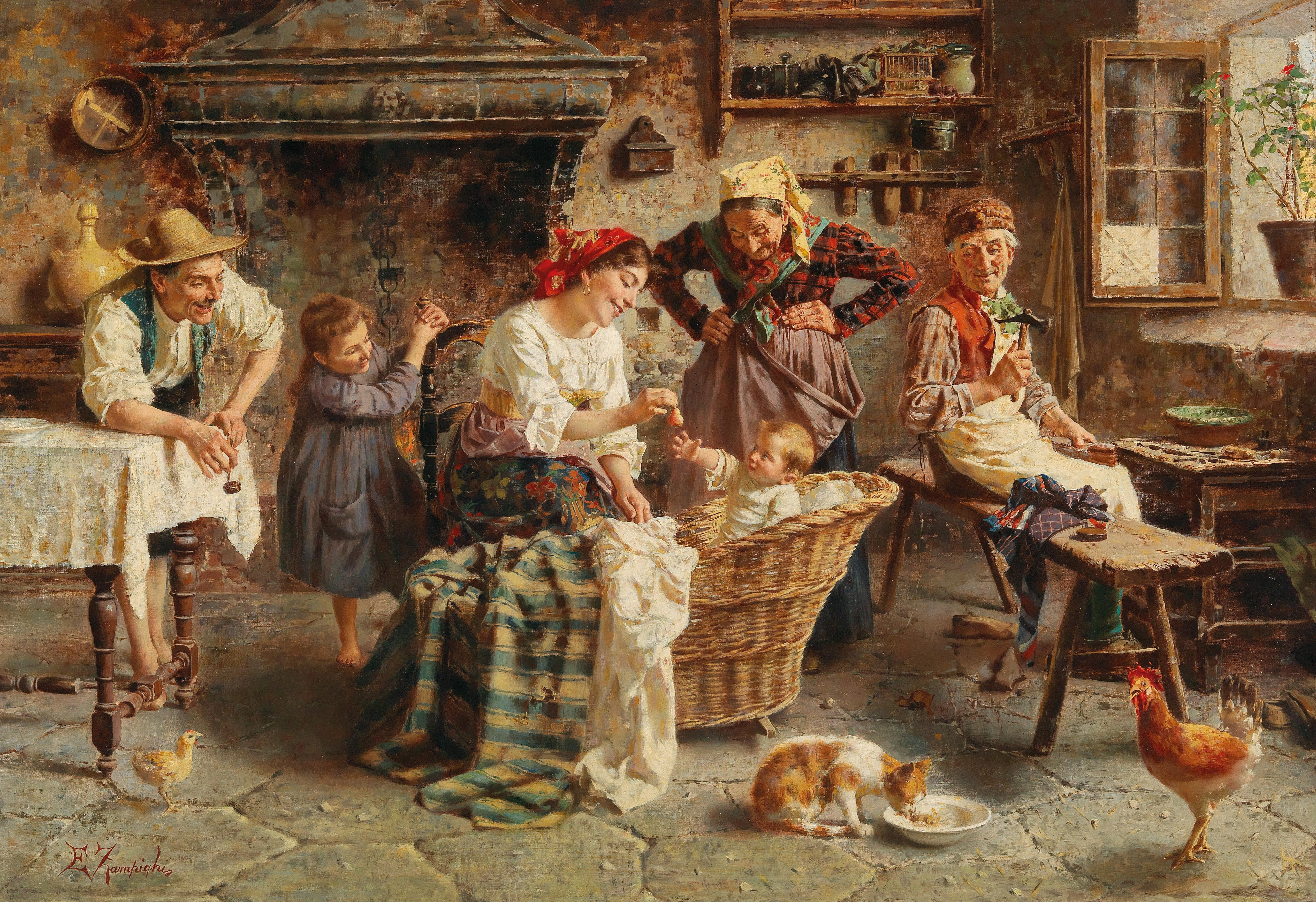
Пополнение в семье
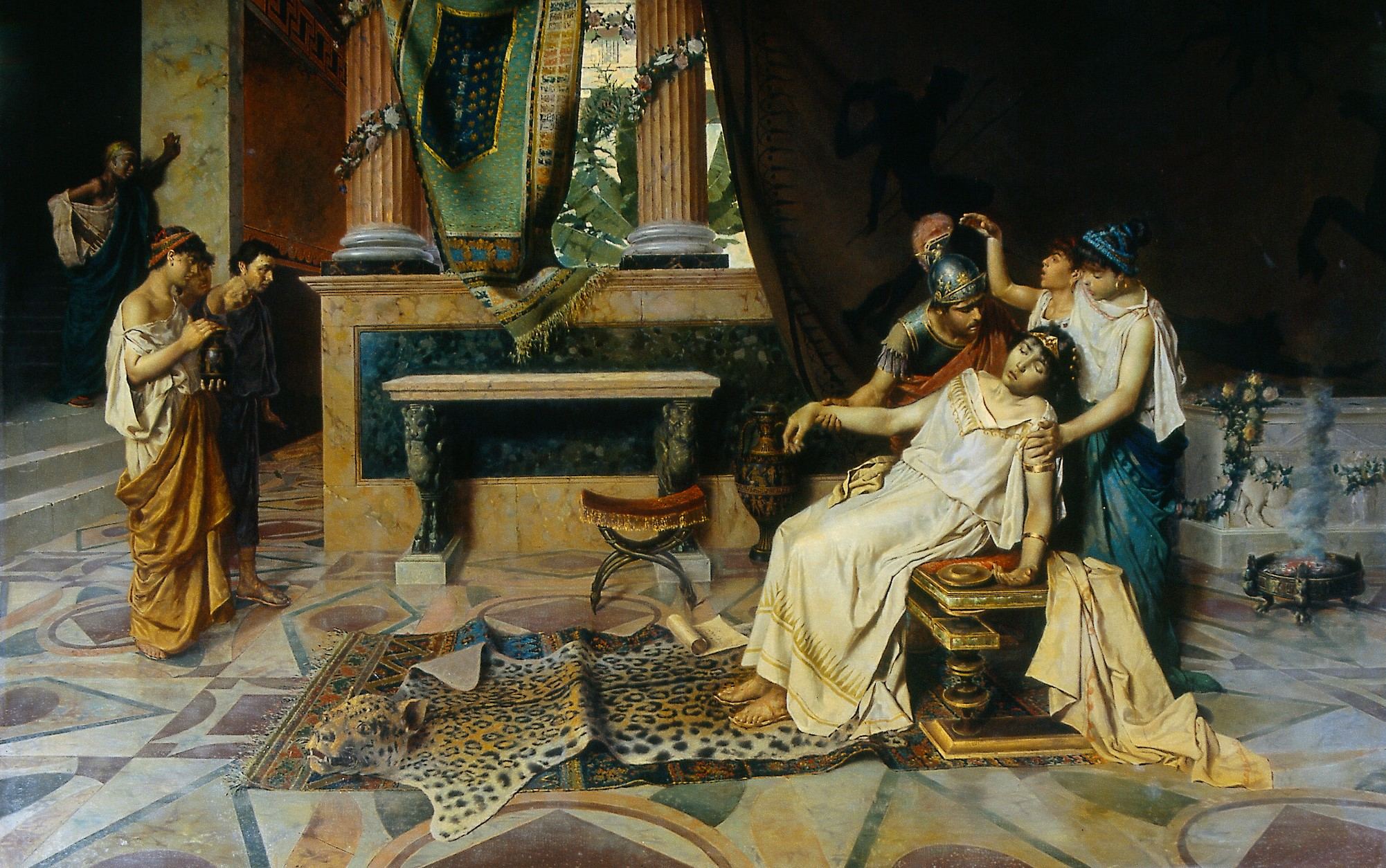
Древнеримская сцена. Фабиола теряет сознание, узнав о смерти отца.
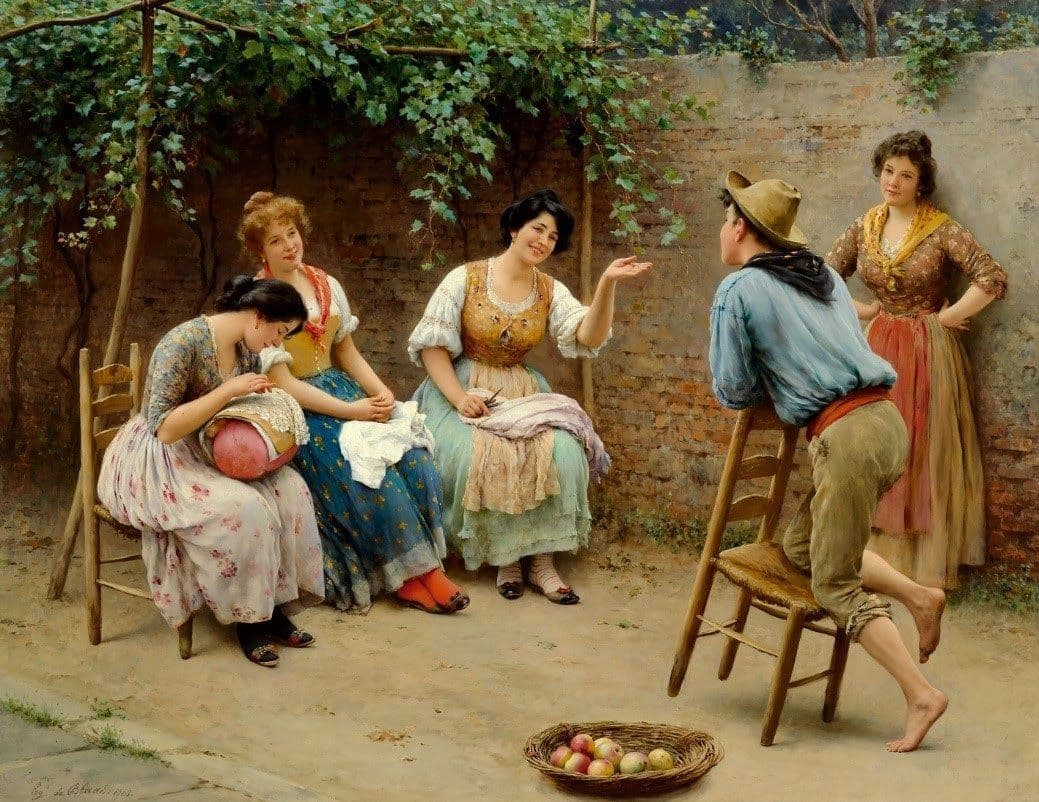
Сцена во дворике
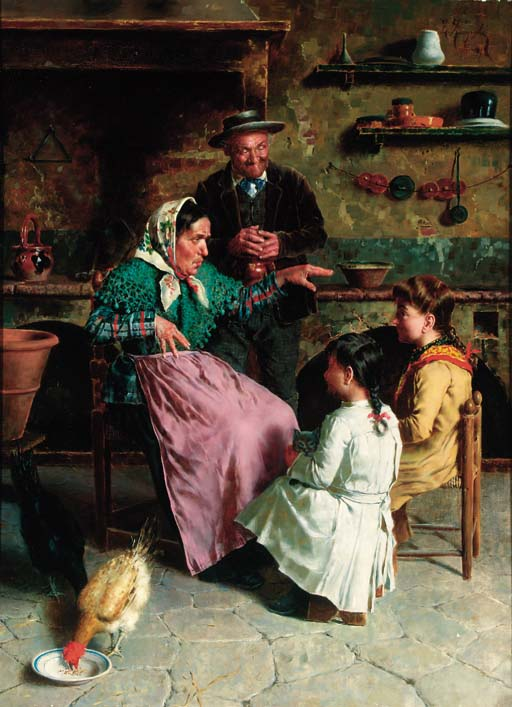
Увлекательная история
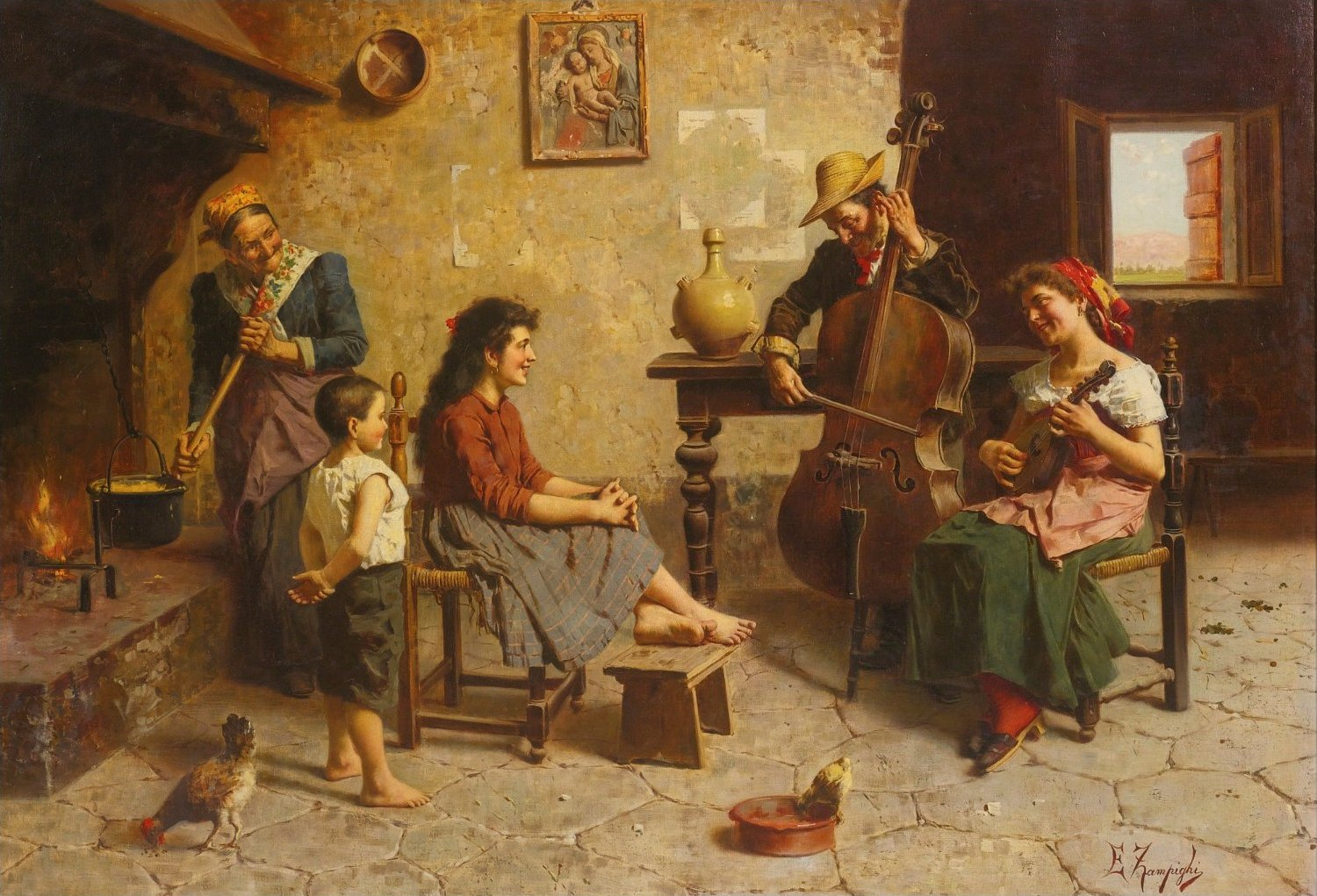
Семейный концерт
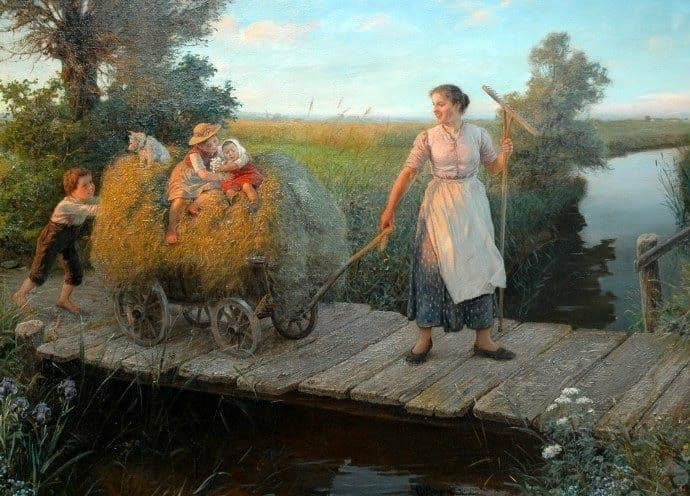
Стог сена
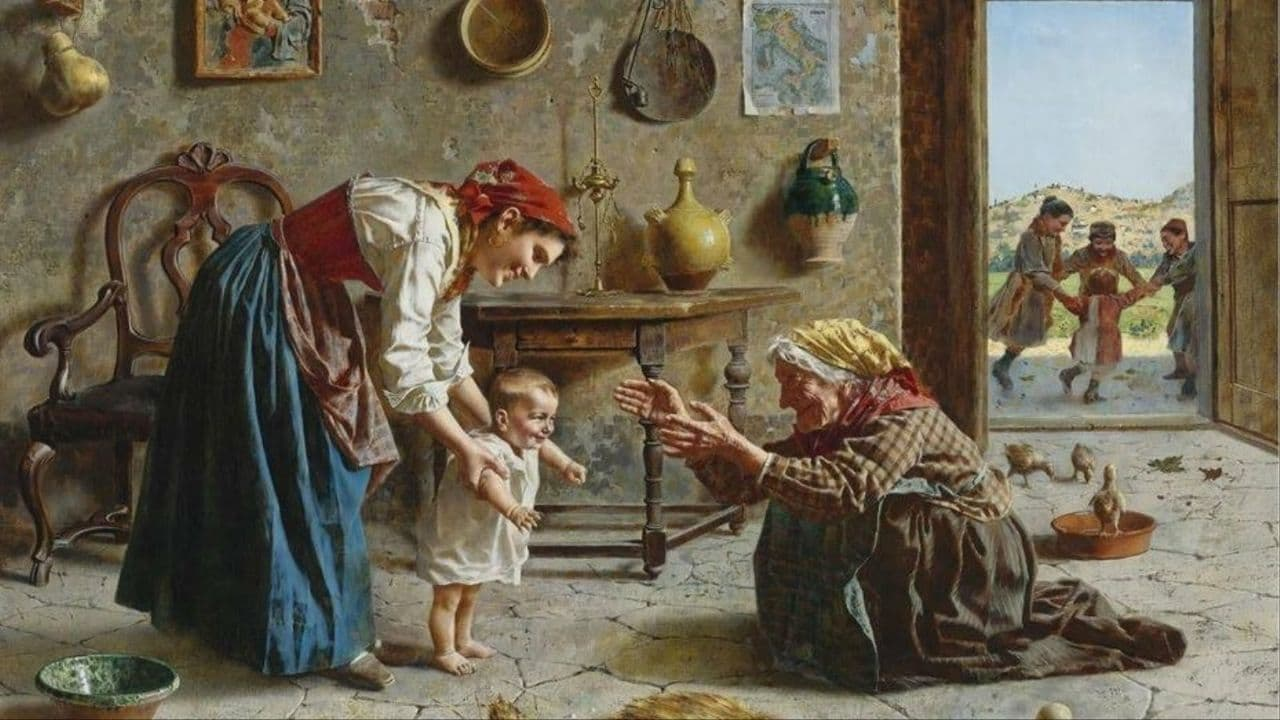
Знакомство с бабушкой
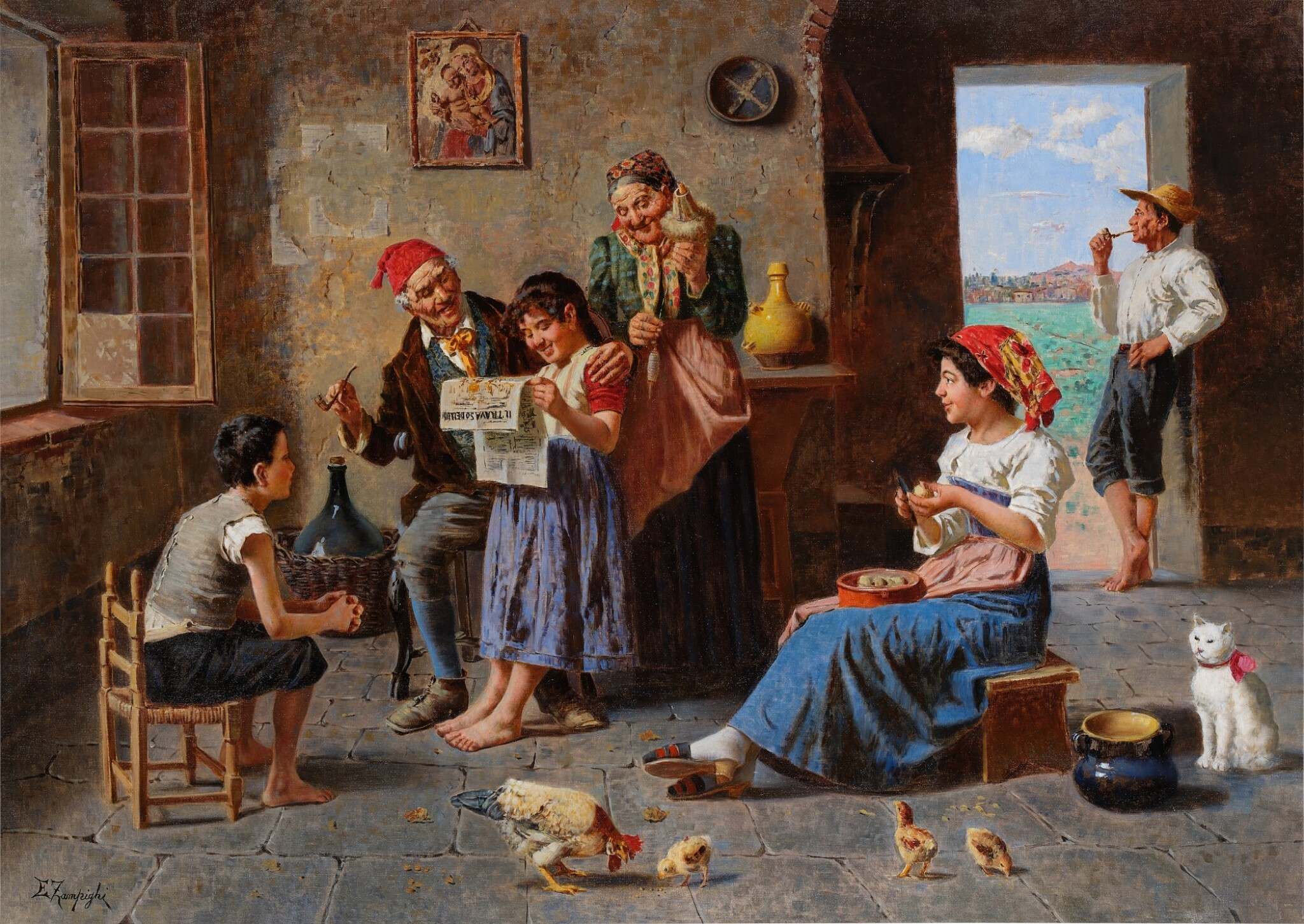
Свежие новости
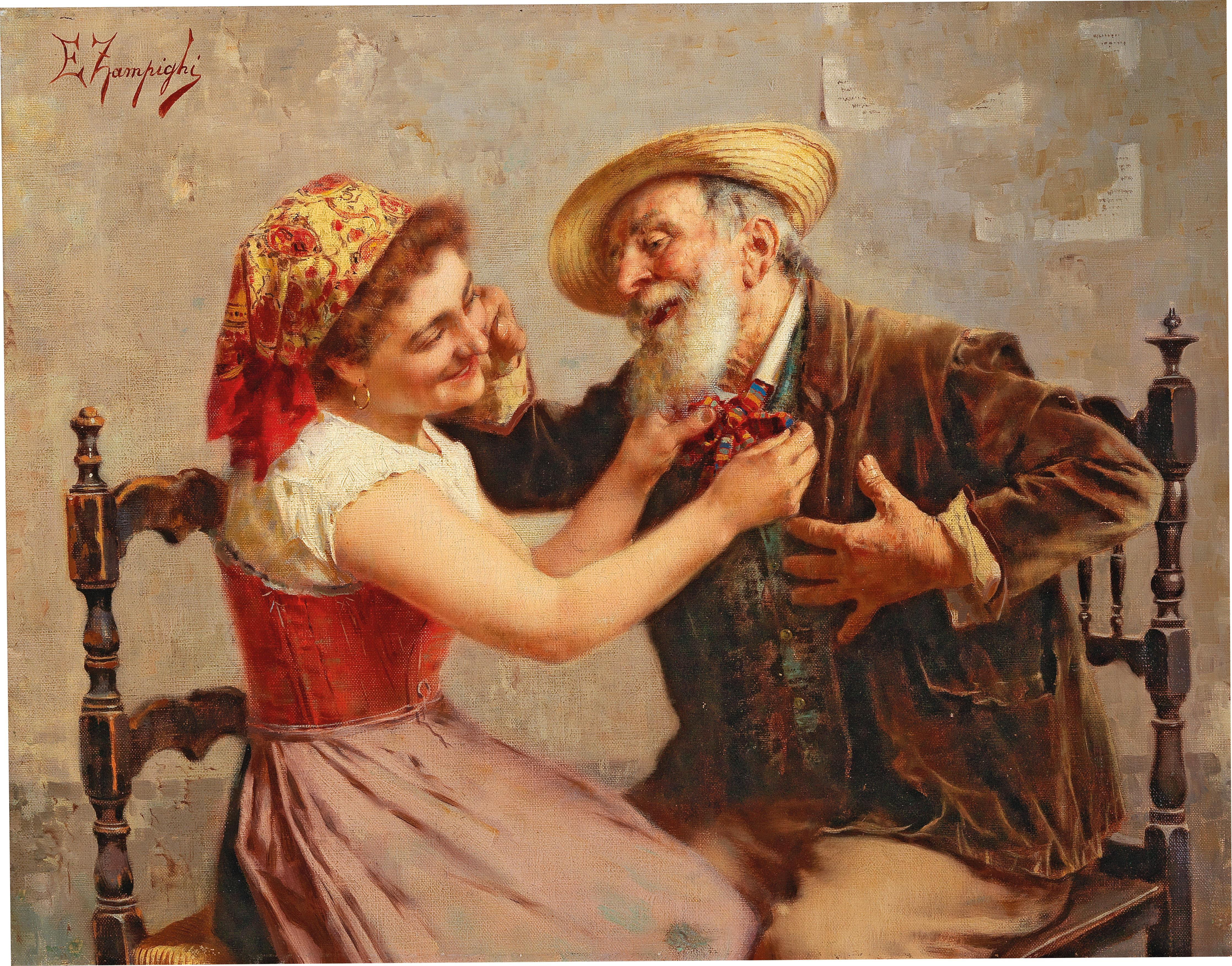
Галстук-бабочка
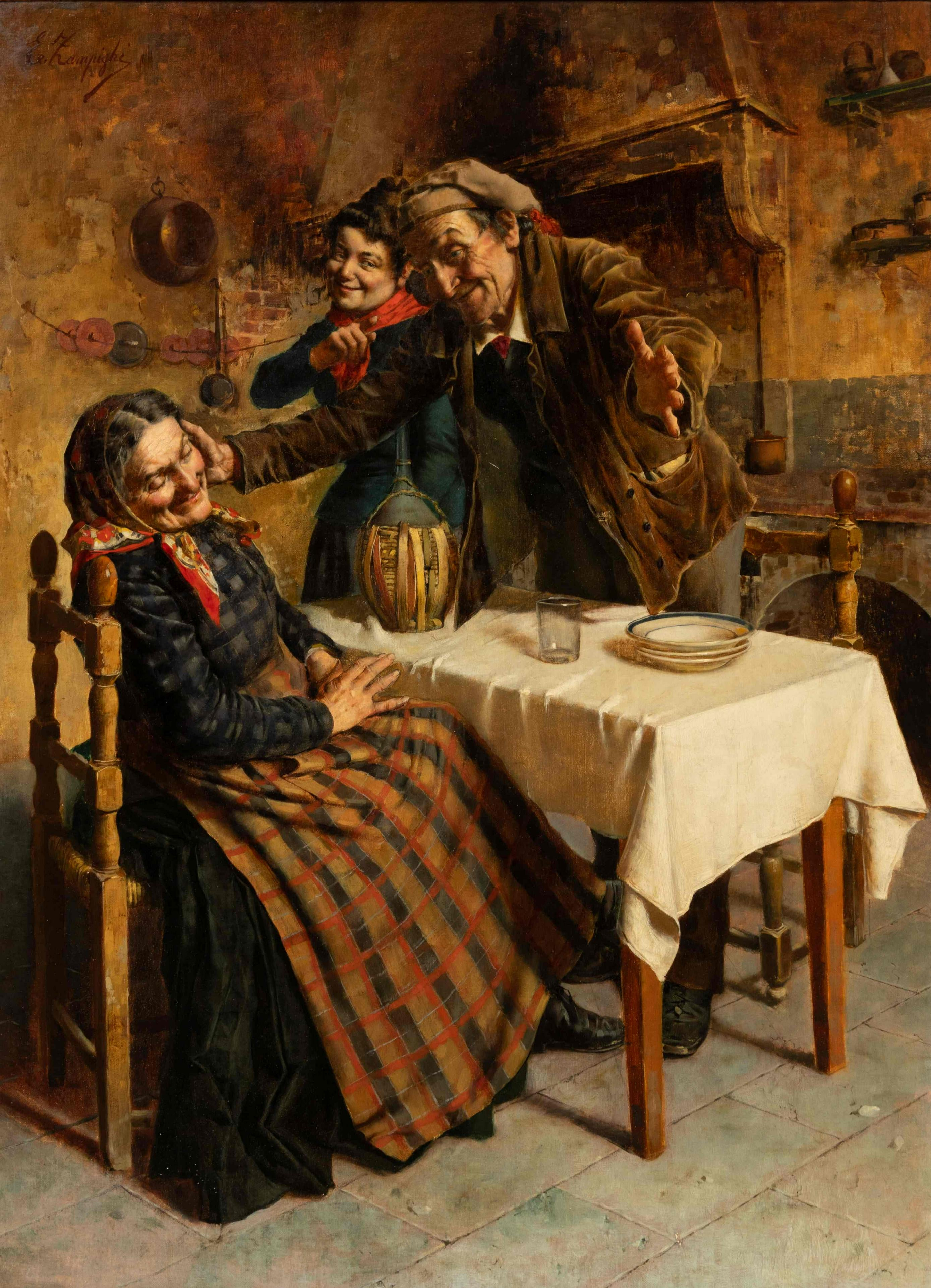
Поклонник